# Periodisme de precisió
El Periodisme de Precisió és un model de periodisme que té com a objectiu investigar, per iniciativa professional, un conjunt de dades més o menys difícils d'obtenir i més complexes de verificar o interpretar, amb les quals es posa en evidència una realitat oculta que no es volia revelar. És un nou estadi periodístic, que pretén posar l'accent en la revisió tècnica de la metodologia científica usada en qualsevol tipus de quantificació susceptible de transcendència periodística. Pretén aplicar diferents tècniques d'investigació basades en el mètode científic a la professió del periodisme, amb l'ànim de generar anàlisis rigorosos.

## Característiques
Així com el Nou Periodisme dels anys seixanta, difós per Tom Wolfe i Jimmy Breslin, tenia una clara vocació literària, reflectia la cara humana dels esdeveniments i incidia en la personalització del relat, el periodisme de precisió es caracteritza per: 
- La utilització de les xifres en l'avaluació d'un problema social.
- No hi ha personalització ni descripció d'un fet aïllat, sinó la descripció general d'un problema social.
- La part més essencial del reportatge és la quantificació numèrica del problema analitzat.
- El tema tractat no té per què ser un tema d'actualitat.
- Es basa en la utilització d'un mètode d'obtenció de dades per validar la significació numèrica.
- Utilitza la quantificació objectiva i científica de les dades per fonamentar les seves tesis.

El periodisme de precisió, durant la seva encara curta història, ja ha obtingut èxits importants. Gràcies a les seves tècniques d'investigació, prestigiosos professors i periodistes nord-americans han estat guardonats amb el Premi Pulitzer. És el cas d'Elliot Jaspin, Directo de Projectes Especials de la cadena periodística Cox Newspapers, i de Philip Meyer, guanyador del Premi Pullitzer de l'any 1968, gràcies a la seva cobertura informativa de les revoltes que van tenir lloc a Detroit l'any anterior. Arran de la seva feina, va aconseguir desmuntar la creença que els aldarulls van ser provocats pels negres provinents del sud dels Estats Units.